# Mercè Macià Armengol
Mercè Macià Armengol, coneguda com a Teta Macià (la Colònia Estevenell, Camprodon, Ripollès, 24 de setembre de 1956), és una alpinista catalana.
Amb set anys va anar a viure a Mataró i quan en comptava quinze es va començar a aficionar a l'alpinisme a l'escola. És sòcia de l'Agrupació Científico-Excursionista de Mataró i del Grup de Muntanya d'Argentona.

## Trajectòria alpinística
L'any 1984 aconseguí el rècord estatal femení d'altitud atenyent la cota 7.350 m de la muntanya Lhotse Shar de l'Himàlaia. Així va superar el rècord anterior aconseguit per Montserrat Jou, que l'any 1975 havia arribat als 7.250 m a la muntanya Noshaq occidental. En l'expedició, malgrat tot, no va arribar al capdamunt de la muntanya per les inclemències del temps.
L'any 1987 tornà a intentar assolir el pic de la muntanya Lhotse Shar, formant part de l'expedició capitanejada pel també soci de l'Agrupe Antoni Sors i Ferrer, que hi va perdre la vida juntament amb tres companys més. En les jornades de recerca dels seus cossos, Macià va arribar fins a la cota 7.800 m, batent de nou el rècord estatal que tenia ella mateixa. Aquesta marca va ser superada per Magda Nos i Mònica Verge el setembre de 1989 quan van fer cim al Cho Oyu (8.201 m).
També assolí, entre altres pics, el Liskamm Oriental l'any 1979, el Lhotse Shar finalment l'any 1990 –essent ella mateixa cap de l'expedició– i el Cho Oyu l'any 1992.
L'any 2020 l'Ajuntament de Mataró la va premiar amb una menció especial en el marc de la 65a edició de la Nit de l’Esport per la seva trajectòria alpinística i per la condició de pionera de l’alpinisme femení català i estatal. Anteriorment també va rebre la placa Flor de Neu del diari esportiu Mundo Deportivo.